# Zbigniew Fabierkiewicz
Zbigniew Fabierkiewicz, ps. Tadeusz Gniewicz (ur. 1882, zm. 8 stycznia 1919 w Łapach) – polski i rosyjski działacz ruchu robotniczego, publicysta.
Publikował w gazetach lewicowych, był związany z ruchami robotniczymi. W 1905 wstąpił do Socjaldemokracji Królestwa Polskiego i Litwy. Po rewolucji w 1905 wyjechał do Rosji, tam nadal zajmował się pracą dziennikarską. Brał czynny udział w Rewolucji Październikowej. W 1917 był współzałożycielem rosyjskiej "Trybuny". Kierownik Wydziału Prasowego Komisariatu do Spraw Polskich  i  redaktor naczelny urzędowego organu Komisariatu Polskiego "Wiadomosci Komisariatu". W styczniu 1918 roku został wybrany na zastępcę członka Centralnego Komitetu Wykonawczego grup SDKPiL w Rosji. Członek Komisji Rewizyjnej Ogólnorosyjskiego Związku Wygnańców z ramienia grup SDKPiL w Rosji. Delegat, z ramienia grup SDKPiL w Rosji, do Rady Polskich Organizacji Rewolucyjno - Demokratycznych. Pod wpływem bolszewików stał się zwolennikiem prawa Polaków do samostanowienia o ojczyźnie. Jako jeden z nielicznych polskich komunistów w bolszewickiej Rosji popierał leninowską koncepcję separatystycznego pokoju z państwami centralnymi, który to pokój miał dać czas na wzmocnienie się struktur państwa radzieckiego.
Zamordowany podczas powrotu do kraju na stacji kolejowej w Łapach przez polską żandarmerię wojskową. Nawet w czasach obecnych środowiska  lewicowe upatrują w śmierci Zbigniewa Fabierkiewicza znamion mordu na zlecenie piłsudczyków.
W sierpniu 1920 roku w Łapach, po przejęciu władzy przez Tymczasowy Komitet Rewolucyjny Polski, planowano postawić pomnik pamięci męczenników sprawy robotniczej, który byłby poświęcony ofiarom mordu członków misji Rosyjskiego Czerwonego Krzyża oraz Zbigniewowi Fabierkiewiczowi.